# Universidade de Tecnologia de Helsínquia

A Universidade de Tecnologia de Helsínquia, ou Teknillinen korkeakoulu (TKK) em finlandês, foi uma importante universidade técnica da Finlândia. Localizava-se em Otaniemi, Espoo na Grande Helsínquia.
Foi fundada em 1849 e elevada à categoria de universidade em 1908. Mudou-se de Helsinki para o campus de Otaniemi em 1966.
Foi fundida em 2010 com as antigas Escola Superior de Economia de Helsínquia e Escola Superior de Artes, Design e Arquitetura de Helsínquia, formando a nova Universidade Aalto.